# Pârâul Auriu, Homorod
Pârâul Auriu sau Râul Valea Aurului (germană Goldbach) este un curs de apă, afluent al râului Homorod. 

## Hărți
- Harta județul Brașov
- Harta munții Perșani  Arhivat în 13 iunie 2008, la Wayback Machine.